# Брикмон, Жан
Жан Брикмо́н (фр. Jean Bricmont, род. 12 апреля 1952) — бельгийский физик и общественный деятель, профессор теоретической физики в Лувенском католическом университете (Бельгия). Наиболее известен как автор (вместе с Аланом Сокалом) книги «Интеллектуальные уловки: критика современной философии постмодерна», в которой разоблачается философия постмодернизма как ненаучная; а также как альтерглобалист, резко выступающий против неоколониальной политики (например, войны в Ираке), в частности, в книге «Гуманитарный империализм» (2005).

## Интеллектуальные уловки
В 1996 году профессор физики университета Нью-Йорка Алан Сокал в журнале «Social Texts» опубликовал статью под названием «Нарушая границы: К трансформативной герменевтике квантовой гравитации», включавшую в себя терминологию квантовой физики и обильные ссылки на авторитетов постмодернистской философии: Жана Бодрийяра, Жиля Делёза, Жака Лакана, Люс Иригарей и др. Статья представляла собой пародию на современные философские междисциплинарные исследования и была лишена какого-либо смысла, как с точки зрения философии, так и с точки зрения физики. Однако и данным изданием, и постмодернистской философской общественностью статья была воспринята совершенно всерьез. Объявление автора о мистификации вызвало скандал во французской интеллектуальной среде.
Через год Сокал совместно с Брикмоном выпустил книгу, ставящую под сомнение состоятельность основных авторов, претендующих на создание современной постмодернистской философии.

Мы показываем, что такие известные интеллектуалы, как Лакан, Кристева, Иригарэй, Бодрийар и Делёз, неоднократно злоупотребляли научными концепциями и терминологией: или используя научные идеи полностью вне контекста, никак не обосновывая — отметим, что мы не против перенесения концепций из одной области в другую, а возражаем лишь против таких необоснованных переносов — или же кичась научным жаргоном перед своими читателями, которые не являются учеными, не обращая никакого внимания на его адекватность и даже значение. Мы не считаем, что это умаляет значение остальной части их работы, судить о которой мы не беремся.
Другой мишенью нашей книги является эпистемологический релятивизм, а именно идея, которая, по крайней мере, когда выражена отчетливо, гораздо более широко распространена в англоговорящем мире, чем во Франции, и состоит в том, что современная наука есть не более, чем «миф», «повествование», или «социальная конструкция» среди прочих.

## Политическая деятельность
Жан Брикмон с начала 2000-х годов резко выступил против империалистической, с его точки зрения, политики Соединенных Штатов и их союзников. В 2005 году он опубликовал книгу «Гуманитарный империализм», в которой подробно развивал эти взгляды. Сотрудничает с Ноамом Хомским.

Я всегда интересовался политикой, но пассивным образом. Начало моего активного участия приходится на 1999 год, это было вызвано войной против Югославии. Гуманитарные мотивы, про которые заявляли Соединенные Штаты для оправдания этой агрессии, очень удивляли. Также, я был шокирован недостаточной оппозиционностью левых, в значительной степени, и радикальных левых, по отношению к войне.
Меня приглашали читать лекции в разные места: протестантские церкви, мусульманские общины, студенческие кружки, АТТАК… Моя книга «Гуманитарный империализм», кроме всего прочего, это реакция на озабоченность и замечания, сделанные людьми и группами во время встреч на этих конференциях. Эта книга — также ответ на поведение некоторых политический активистов, относящих себя к левым. Во имя прав человека они оправдывают агрессию против суверенных государств. Или же доводят свой протест до такой грани, что он становится лишь символическим.

## Книги
- Брикмон Ж., Сокал А. Интеллектуальные уловки. Критика философии постмодерна. — М.: «Дом интеллектуальной книги», 2002. — 248 c. ISBN 5-7333-0200-3
- J. Bricmont et Alan Sokal. Impostures intellectuelles. — Odile Jacob, 1999.
- J. Bricmont et Régis Debray. À l’ombre des lumières : Débat entre un philosophe et un scientifique. — Odile Jacob, Collection Sciences, 2003.
- J. Bricmont. Impérialisme humanitaire. Droits de l’homme, droit d’ingérence, droit du plus fort? — éditions Aden, 2005.
- J. Bricmont. Making Sense of Quantum Mechanics. — Springer, 2016.
- J. Bricmont. Quantum Sense and Nonsense. — Springer, 2017.